# هيئة إدارة الرياضة

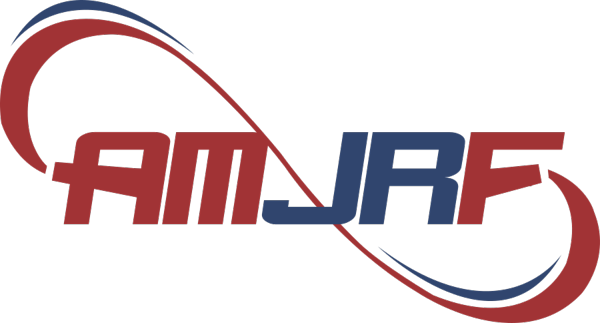
AMJRF شعار الاتحاد الأمريكي لقفز الحبل

هيئة إدارة الرياضة هي تنظيمات رياضية التي تفرض عقوبات على وظيفة. وتتخذ الهيئات الرئاسية الرياضية أشكالا مختلفة، ولديها مجموعة متنوعة من الوظائف التنظيمية. ومن الأمثلة على ذلك اتخاذ إجراءات تأديبية لمخالفات القواعد والبت في تغييرات القواعد في الرياضة التي تحكمها. وللهيئات الرئاسية نطاقات مختلفة. ويمكن أن تغطي مجموعة من الرياضة على المستوى الدولي، مثل اللجنة الأولمبية الدولية واللجنة الدولية للمعوقين، أو رياضة واحدة فقط على الصعيد الوطني، مثل دوري كرة القدم للرجبي. وقد تكون الهيئات الوطنية تابعة أو غير تابعة للهيئات الدولية لنفس الرياضة. وقد شكلت الاتحادات الدولية الأولى في نهاية القرن التاسع عشر.

## أنواع الهيئات الحاكمة الرياضية
كل رياضة لديها هيئة حكم مختلفة يمكن أن تحدد الطريقة التي تعمل بها الرياضة من خلال النوادي التابعة لها والمجتمعات. وذلك لأن الرياضة لديها مستويات مختلفة من الصعوبة والمهارة، حتى يتمكنوا من محاولة لتنظيم الناس الذين يلعبون رياضتهم حسب القدرة والعمر. وترد أدناه أنواع مختلفة من الهيئات الرئاسية الرياضية:
والاتحادات الرياضية الدولية مسؤولة عن رياضة واحدة (أو مجموعة من التخصصات الرياضية المماثلة، مثل الألعاب المائية أو التزلج). أنها تخلق مجموعة مشتركة من القواعد وتنظيم المسابقات الدولية. كما أن تعزيز هذه الرياضة مهمة من مهام الاتحاد الدولي.
الصناديق هي المنظمات أو المجموعات التي تسيطر على الأموال التي سيتم استخدامها لمساعدة شخص آخر، مثل صندوق الشباب الرياضة.
وتتمتع الاتحادات الوطنية بنفس الأهداف التي يتمتع بها الاتحاد الدولي، ولكن في نطاق بلد واحد، أو حتى جزء من بلد ما، كما يوحي الاسم. أنها تدعم النوادي المحلية وغالبا ما تكون مسؤولة عن الفرق الوطنية. واللجان الأولمبية الوطنية واللجان الوطنية للمعوقين هي نوع من الاتحاد الوطني، حيث أنها مسؤولة عن مشاركة بلد ما في الألعاب الأولمبية وفي دورة الألعاب الأولمبية للمعوقين على التوالي. ومع ذلك، يمكن أن تكون هيئة الحكم الوطنية (NGB) مختلفة عن الاتحاد الوطني بسبب متطلبات الاعتراف الحكومية. أيضا، يمكن أن يكونNGBs تمثل مجموعة من المنظمات غير ذات الصلة العاملة في رياضة معينة كما هو واضح في مثال اتحاد أيرلندا الشمالية من الأندية الفرعية أكوا.
منظمو الحدث متعدد الرياضة مسؤولون عن تنظيم حدث يتضمن أكثر من رياضة واحدة. والمثال الأكثر شهرة هو اللجنة الأولمبية الدولية، وهي منظمة الألعاب الأولمبية الحديثة. المنظمات الرياضية العامة هي المسؤولة عن المواضيع الرياضية ذات الصلة، وعادة لمجموعة معينة، مثل الكاثوليكية أو الجماعات الرياضية اليهودية. ويمكن أيضا أن توجد منظمات رياضية عامة للجيش ومجموعات أخرى، ولكنها عادة ما تكون متوسطة الحجم، حيث أنها لا تملك الكثير من الميزانية للعمل معها.
البطولات الرياضية المهنية هي عادة أعلى مستوى من اللعب في الرياضة، وتحديدا إذا كانت تتألف من أفضل اللاعبين في جميع أنحاء العالم في رياضة معينة. وبسبب هذا، فإنها عادة ما تعمل مع الاتحادات الوطنية أو الدولية، ولكن عادة ما يكون هناك فصل بين الاتحادات المختلفة. معظم الدوريات المهنية في أمريكا الشمالية عادة لاتملك اقسام هواة، كما ان اقسام الهواة في الغالب يتم تشغيلها في بطولات الدوري منفصلة. وبالإضافة إلى ذلك، ترتبط معظم البطولات المهنية لبطولات الدوري الأخرى، واللاعبين عادة ما تحاول أن تلعب في الدوري مع أعلى مستوى من اللعب. وبسبب هذا، يمكن أن يحدث الترويج والهبوط. أو، في أنظمة الدوري دون الترقية وهبوط، والنوادي في البطولات المهنية يمكن أن يكون فريق في البطولات الصغيرة. وهذا يتيح لهم خلط اللاعبين الذين لا يخدمون جيدا للبطولات الصغيرة، والتي سوف تلهمهم للمساهمة أكثر للفريق من خلال اللعب بشكل أفضل.